# Почтовый колокольчик

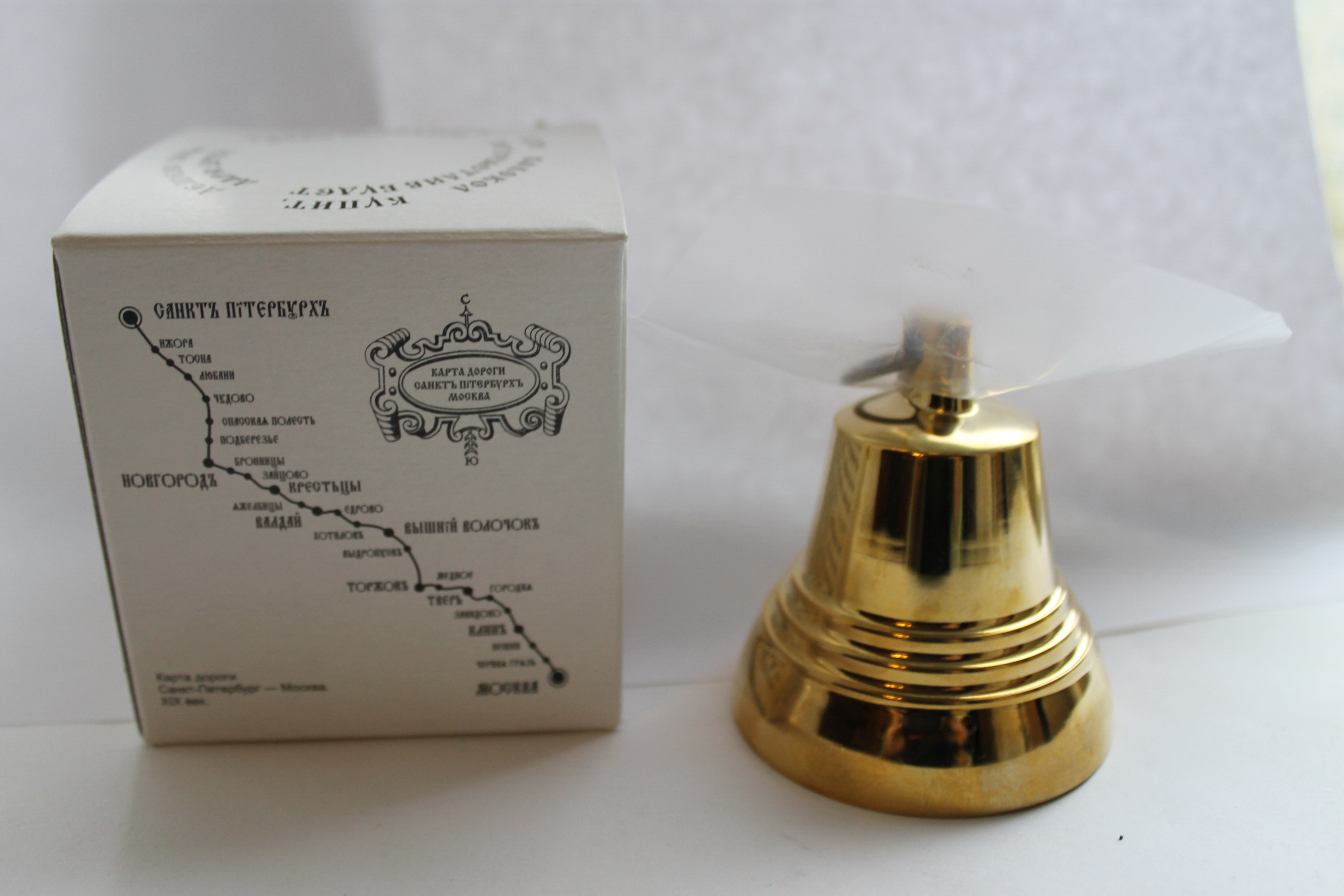
Современный сувенир Валдая: валдайский колокольчик и его упаковка с изображением почтового тракта Санкт-Петербург - Москва

Почто́вый колоко́льчик — атрибут почтовой связи.

## Описание
Почтовые колокольчики были внедрены в Российской империи по предложению генерал-прокурора Сената А. А. Вяземского в 1770 году.
К представленному в 1770 году Екатерине II и одобренному ею докладу А. А. Вяземского был приложен «Проект о заведении почтовых станов и о должности содержателей», в котором среди прочих предложений предписывалось использование почтой колокольчиков.
Такие колокольчики укреплялись под дугой курьерских и почтовых лошадей и обеспечивали первоочередность проезда курьеров или почтальонов, выступая в роли сигнального средства, сигнализирующего об отъезде и приезде почтовой повозки, заменяя почтовый рожок. Звон почтового колокольчика обязывал уступать дорогу почтовой тройке. Только при въезде в город во избежание шума почтовые колокольчики подвязывали, в связи с чем их языки часто изготавливались в форме кольца.
Использовать почтовые колокольчики в иных случаях, не имеющих отношения к почте, категорически запрещалось. За несанкционированное использование предполагалось жестокое наказание.
Помимо утилитарной сигнальной функции у почтовых колокольчиков имелось и художественно-эмоциональное значение, чему свидетельством служат отлитые на них надписи типа: «Езжай — поспешай, звони — утешай», «Звенит — потешает, ездить поспешает», «Купи — не скупись, езди — веселись», «Звону много — веселей дорога».
От почтовых колокольчиков следует отличать свадебные, характеризующиеся более крупными размерами и обычно снабжённые соответствующими надписями, причём последние в Кировской области и некоторых других местностях называют «колокольцами».

## Легенда о почтовом колокольчике
С почтовым колокольчиком связана одна из бытовавших в России легенд, которая изложена в «Истории отечественной почты» А. Н. Вигилёва:
«Несколько столетий раздавался над Великим Новгородом звон вечевого колокола. Он сзывал посадский люд на собрания, под его голос выбирали князей, вершили всякие неотложные дела. 15 января 1478 г., после присоединения Новгорода к Московскому государству, жителям объявили: „Вечу и колоколу в Новгороде не быть“. Многопудового гиганта сбросили со звоницы, погрузили на сани и повезли в Москву. Около села Валдая колокол проломил сани и рассыпался на тысячи колокольчиков, которые голосисто звенят под дугами почтовых лошадей и разносят славу о Новгороде по всей русской земле. В начале XIX в. какой-то предприимчивый мастер начал отливать почтовые колокольчики с надписью „Дар Валдая“.»

## Изготовление почтовых колокольчиков
Общепризнанным зачинателем производства поддужных колокольчиков является Валдай. Поддужно-колокольный промысел предположительно зародился в Валдае примерно в 1770-е годы XVIII века. Самые ранние из известных датированных изготовленных в Валдае колокольчиков были сделаны (о чём говорят надписи на них) мастерами Филиппом Терским и Алексеем Смирновым в 1802 году. При этом считается, что ещё прежде этого времени отливались почтовые колокольчики без каких-либо надписей.
Расцвет промысла по изготовлению почтовых колокольчиков приходится на 1820-е – 1840-е годы XIX века. К наиболее известным в этот период производствам относятся заводы Смирновых, Ивана Лебедева, Григория Митрофанова, Василия Стуколкина. С 1850-х годов начинается упадок промысла и к концу XIX века производство поддужных колокольчиков в Валдае практически прекратилось.
Места нахождения известных заводов и мастерских по изготовлению почтовых колокольчиков:
- Валдай (ныне Новгородская область)
- село Пурех и Андреевская волость Балахнинского уезда (Нижегородская область)
- Слободской (Кировская область)
- Касимов (Рязанская область)
- Павлово, село Сосновское и деревня Виткулово Горбатовского уезда (Нижегородская область)
- Рязань и деревня Поповская (Рязанская область)
- Тюмень
- Елабуга (Татарстан)
- Тула
- Кунгур (Пермский край)
- Санкт-Петербург
- село Жерновогорское Яранского уезда (Кировская область)
- Вологда
- Баранча (Свердловская область)
- Суксун (Пермский край)
- Орёл
- Московская губерния (Московская область)
- Саратов
- Екатеринбургский уезд Пермской губернии (Свердловская область)
- Мезень (Архангельская область)
- село Лысково Макарьевского уезда и село Б. Мурашкино Княгининского уезда (Нижегородская область).